# ملكة جمال الأرض 2015
ملكة جمال الأرض 2015، هي مسابقة ملكة جمال الأرض الخامسة عشر في تاريخ مسابقة ملكة جمال الأرض منذ انطلاقتها عام 2001، عقدت مسابقة في 5 ديسمبر 2015 في ماركس هالي في فيينا ، النمسا. كانت هذه هي المرة الأولى التي تقام فيها المسابقة في أوروبا وخارج آسيا. وكان هذا أيضًا أول انتصار يعود إلى تاريخ ملكة جمال الأرض: حيث توجت أنجيليا أونغ من الفلبين من قبل مواطنتها جيمي هيريل.
في نهاية الليل ، حصلت أستراليا على أعلى تصنيف حتى الآن من خلال دايانا غراغيدا في مسابقة ملكة جمال الأرض-الهواء من 2015 حيث توجت من قبل أندريا نيو ، ملكة جمال الهواء 2014 من الولايات المتحدة الأمريكية ؛ تم تتويج بريتاني باين من الولايات المتحدة ملكة جمال الأرض والمياه 2015 ، وتوجت تيسا سيكيرت البرازيلية ملكة جمال الأرض النار 2015 وتولت أنستازيا تروسوفا ، ملكة جمال الأرض النار 2014 من روسيا.
كان موضوع مسابقة المسابقة لهذا العام هو تعزيز الوعي البيئي من خلال التركيز على حملة تغير المناخ من خلال خمس مبادرات: إعادة التفكير والتقليل وإعادة الاستخدام وإعادة التدوير والاحترام.

## النتائج

### المراكز النهائية
| النتائج النهائية                  | المتنافسة |
| --------------------------------- | --- |
| ملكة جمال الأرض 2015              | - الفلبين - أنجيليا أونغ |
| ملكة جمال الهواء (الوصيفة الأولى) | - أستراليا - دايانا غراغيدا |
| ملكة جمال الماء (الوصيفة الثانية) | - الولايات المتحدة - بريتاني باين |
| ملكة جمال النار (الوصيفة الثالثة) | - البرازيل - تيسا سيكيرت |
| أفضل 8                            | - النمسا - صوفي توتزوير - تشيلي - ناتيفيداد ليفا - كولومبيا - إستيفانيا مونيوز - فنزويلا - أندريا روزاليس |
| أفضل 16                           | - جمهورية التشيك - كارولينا ماليشوفا - فرنسا - اليسا فورتز - غوام - سكاي سيلين بيكر - هنغاريا - دورينا ليب - موريشيوس - كاتيا موشورام - منغوليا - بايارتسيتستغ ألتانغيريل - اسكتلندا - ايمي ميساك - أوكرانيا - فيكتوريا أوريل |

## الروابط الخارجية
- موقع ملكة جمال الأرض الرسمي
- مؤسسة ملكة جمال الأرض
- مؤسسة ملكة جمال الأرض أطفال أحب كوكبي